# David Allen (astronomo)
David Anthony Allen (Altrincham, 30 luglio 1946 – Sydney, 26 luglio 1994) è stato un astronomo britannico.

## Biografia
David Allen nacque ad Altrincham, in Cheshire (Inghilterra). A causa forse di problemi durante il parto, riportò danni ad un'anca che furono però mal diagnosticati. Fu quindi obbligato a restare a letto per i primi nove anni di vita, ricevendo un'istruzione privata. Dopo aver frequentato un istituto superiore a Manchester, si iscrisse all'Università di Cambridge dove si laureò in astronomia. Nel corso del dottorato, si specializzò nell'astronomia dell'infrarosso sotto la supervisione di David Dewhirst, con una tesi dal titolo Thermal studies of the lunar terrain.
Durante un periodo di perfezionamento in Minnesota, suggerì che le dimensioni dei maggiori asteroidi potessero essere dedotte paragonando le loro emissioni nell'infrarosso con quelle nel visibile. Questa tecnica è stata ampiamente utilizzata con successo a tale scopo dopo il lancio dei primi telescopi spaziali operanti nell'infrarosso, quali IRAS ed ISO negli anni ottanta.
Nel 1971 divenne membro della Royal Astronomical Society. Tra il 1970 e il 1972 lavorò presso gli osservatori Hale e nei tre anni seguenti presso l'osservatorio di Greenwich, con Ian Glass. All'istituzione della collaborazione anglo-australiana per la costruzione dell'Osservatorio anglo-australiano, si propose per il lavoro. La commissione era scettica sul fatto che Allen potesse continuare ad occuparsi di astronomia dell'infrarosso a Coonabarabran, nel Nuovo Galles del Sud, ritenendo il clima inadatto. Allen, però, accettò comunque il lavoro e convinse Don Morton, che dirigeva gli osservatori, a permettergli di costruire dei rilevatori infrarossi per il Telescopio Anglo-Australiano (AAT). I rilevatori risultarono estremamente validi e Allen è ritenuto l'artefice dei successi iniziali dell'osservatorio nell'astronomia dell'infrarosso.
Presso l'AAO continuò a studiare il sistema solare, individuando interessanti proprietà dell'atmosfera di Venere nell'infrarosso e, in particolare, alcune lunghezze d'onda alle quali lo strato nuvoloso risulta trasparente, permettendo la prima osservazione diretta della superficie del pianeta nel 1983. S'interessò successivamente di novae simbiotiche, delle nebulose planetarie, della formazione stellare nei pressi del centro galattico e di galassie attive.
Notevoli la sua chiarezza e bravura nella divulgazione scientifica, apprezzate anche dal noto divulgatore d'astronomia Patrick Moore e per le quali ricevette l'Eureka Prize dalla ABC. Allen partecipò all'attività della British Astronomical Association da quando aveva diciassette anni e rimase in contatto con Moore anche dopo il suo trasferimento in Australia. Dal 1991 al 1993 fu anche presidente dell'Astronomical Society of Australia; l'associazione ha istituito in suo onore il David Allen Prize, che assegna a coloro che conseguono «risultati eccezionali nella divulgazione dell'astronomia».
Nel 1993 gli fu diagnosticato un tumore al cervello molto aggressivo che lo condusse alla morte in meno di un anno. In suo onore, è stato dato il suo nome all'asteroide della fascia principale 4499 Davidallen, scoperto nel 1989.

## Opere
- Infrared. The New Astronomy, 1975.